# Grande Prêmio do Brasil de 1997
Resultados do Grande Prêmio do Brasil de Fórmula 1 realizado em Interlagos em 30 de março de 1997. Segunda etapa da temporada, teve como vencedor o canadense Jacques Villeneuve, da Williams-Renault, com Gerhard Berger, da Benetton-Renault, em segundo e Olivier Panis em terceiro pela Prost-Mugen/Honda.

## Resumo
- Os mecânicos da equipe Lola voaram para o Brasil apenas para descobrir que a equipe não participaria mais da Fórmula 1. Assim o italiano Vincenzo Sospiri abandona a categoria e muda-se para a recém-criada Indy Racing League, enquanto o brasileiro Ricardo Rosset voltaria à categoria em 1998, pela Tyrrell.
- Primeiro pódio da equipe Prost.

## Classificação da prova

### Treino oficial
| Pos.                      | Nº | Piloto                | Construtor        | Tempo    | Diferença |
| ------------------------- | -- | --------------------- | ----------------- | -------- | --------- |
| 1                         | 3  | Jacques Villeneuve    | Williams-Renault  | 1:16.004 |           |
| 2                         | 5  | Michael Schumacher    | Ferrari           | 1:16.594 | + 0.590   |
| 3                         | 8  | Gerhard Berger        | Benetton-Renault  | 1:16.644 | + 0.640   |
| 4                         | 9  | Mika Häkkinen         | McLaren-Mercedes  | 1:16.692 | + 0.688   |
| 5                         | 14 | Olivier Panis         | Prost-Mugen/Honda | 1:16.756 | + 0.752   |
| 6                         | 7  | Jean Alesi            | Benetton-Renault  | 1:16.757 | + 0.753   |
| 7                         | 12 | Giancarlo Fisichella  | Jordan-Peugeot    | 1:16.912 | + 0.908   |
| 8                         | 4  | Heinz-Harald Frentzen | Williams-Renault  | 1:16.971 | + 0.967   |
| 9                         | 1  | Damon Hill            | Arrows-Yamaha     | 1:17.090 | + 1.086   |
| 10                        | 11 | Ralf Schumacher       | Jordan-Peugeot    | 1:17.175 | + 1.171   |
| 11                        | 22 | Rubens Barrichello    | Stewart-Ford      | 1:17.259 | + 1.255   |
| 12                        | 10 | David Coulthard       | McLaren-Mercedes  | 1:17.262 | + 1.258   |
| 13                        | 16 | Johnny Herbert        | Sauber-Petronas   | 1:17.409 | + 1.405   |
| 14                        | 6  | Eddie Irvine          | Ferrari           | 1:17.527 | + 1.523   |
| 15                        | 15 | Shinji Nakano         | Prost-Mugen/Honda | 1:17.999 | + 1.995   |
| 16                        | 2  | Pedro Paulo Diniz     | Arrows-Yamaha     | 1:18.095 | + 2.091   |
| 17                        | 21 | Jarno Trulli          | Minardi-Hart      | 1:18.336 | + 2.332   |
| 18                        | 20 | Ukyo Katayama         | Minardi-Hart      | 1:18.557 | + 2.553   |
| 19                        | 17 | Nicola Larini         | Sauber-Petronas   | 1:18.644 | + 2.640   |
| 20                        | 23 | Jan Magnussen         | Stewart-Ford      | 1:18.773 | + 2.769   |
| 21                        | 18 | Jos Verstappen        | Tyrrell-Ford      | 1:18.885 | + 2.881   |
| 22                        | 19 | Mika Salo             | Tyrrell-Ford      | 1:19.274 | + 3.270   |
| Limite dos 107%: 1:21.324 |    |                       |                   |          |           |
| Fonte:                    |    |                       |                   |          |           |

### Corrida
| Pos.   | Nº | Piloto                | Construtor        | Voltas | Tempo/Diferença | Grid | Pontos |
| ------ | -- | --------------------- | ----------------- | ------ | --------------- | ---- | ------ |
| 1      | 3  | Jacques Villeneuve    | Williams-Renault  | 72     | 1:36:06.990     | 1    | 10     |
| 2      | 8  | Gerhard Berger        | Benetton-Renault  | 72     | + 4.190         | 3    | 6      |
| 3      | 14 | Olivier Panis         | Prost-Mugen/Honda | 72     | + 15.870        | 5    | 4      |
| 4      | 9  | Mika Häkkinen         | McLaren-Mercedes  | 72     | + 33.033        | 4    | 3      |
| 5      | 5  | Michael Schumacher    | Ferrari           | 72     | + 33.731        | 2    | 2      |
| 6      | 7  | Jean Alesi            | Benetton-Renault  | 72     | + 34.020        | 6    | 1      |
| 7      | 16 | Johnny Herbert        | Sauber-Petronas   | 72     | + 50.912        | 13   |        |
| 8      | 12 | Giancarlo Fisichella  | Jordan-Peugeot    | 72     | + 1:00.639      | 7    |        |
| 9      | 4  | Heinz-Harald Frentzen | Williams-Renault  | 72     | + 1:15.402      | 8    |        |
| 10     | 10 | David Coulthard       | McLaren-Mercedes  | 71     | + 1 volta       | 12   |        |
| 11     | 17 | Nicola Larini         | Sauber-Petronas   | 71     | + 1 volta       | 19   |        |
| 12     | 21 | Jarno Trulli          | Minardi-Hart      | 71     | + 1 volta       | 17   |        |
| 13     | 19 | Mika Salo             | Tyrrell-Ford      | 71     | + 1 volta       | 22   |        |
| 14     | 15 | Shinji Nakano         | Prost-Mugen/Honda | 71     | + 1 volta       | 15   |        |
| 15     | 18 | Jos Verstappen        | Tyrrell-Ford      | 70     | + 2 voltas      | 21   |        |
| 16     | 6  | Eddie Irvine          | Ferrari           | 70     | + 2 voltas      | 14   |        |
| 17     | 1  | Damon Hill            | Arrows-Yamaha     | 68     | Motor           | 9    |        |
| 18     | 20 | Ukyo Katayama         | Minardi-Hart      | 67     | + 5 voltas      | 18   |        |
| Ret    | 11 | Ralf Schumacher       | Jordan-Peugeot    | 52     | Pane elétrica   | 10   |        |
| Ret    | 22 | Rubens Barrichello    | Stewart-Ford      | 16     | Suspensão       | 11   |        |
| Ret    | 2  | Pedro Paulo Diniz     | Arrows-Yamaha     | 15     | Suspensão       | 16   |        |
| DNS    | 23 | Jan Magnussen         | Stewart-Ford      | 0      | Colisão         | 20   |        |
| Fonte: |    |                       |                   |        |                 |      |        |

## Tabela do campeonato após a corrida
| Pos. | Piloto             | Pontos |
| ---- | ------------------ | ------ |
| 1    | David Coulthard    | 10     |
| 2    | Jacques Villeneuve | 10     |
| 3    | Gerhard Berger     | 9      |
| 4    | Michael Schumacher | 8      |
| 5    | Mika Häkkinen      | 7      |

| Pos. | Construtor        | Pontos |
| ---- | ----------------- | ------ |
| 1    | McLaren-Mercedes  | 17     |
| 2    | Williams-Renault  | 10     |
| 3    | Benetton-Renault  | 10     |
| 4    | Ferrari           | 8      |
| 5    | Prost-Mugen/Honda | 6      |

- Nota: Somente as primeiras cinco posições estão listadas.